# Дарфурский султанат
Дарфурский султанат (араб. سلطنة دارفور‎) — султанат, существовавший с начала XVI века до 1916 года. Возник на основе султаната Кордофан.

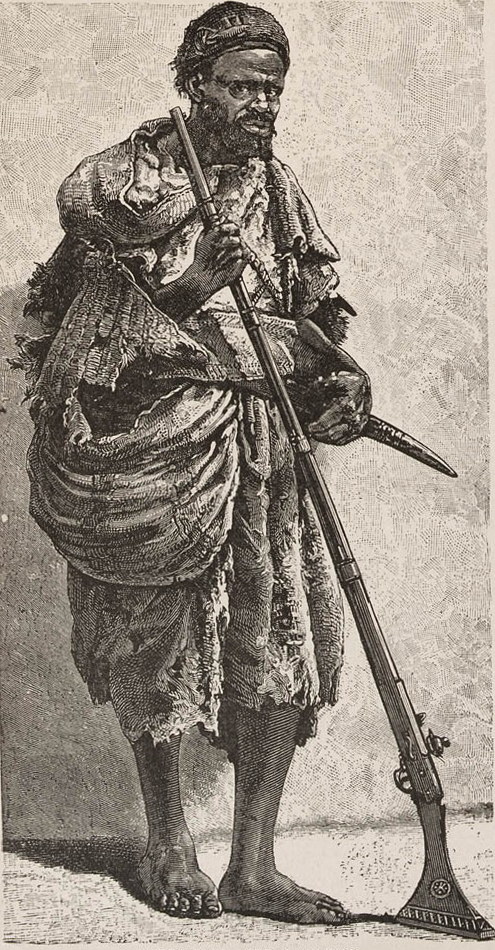
Рабих аз-Зубайр в 1889 году.

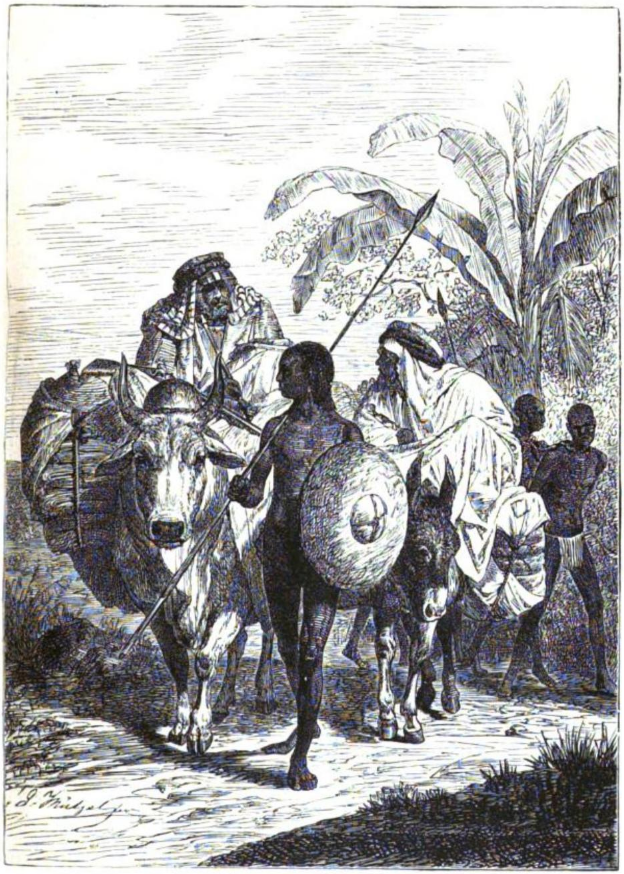
Работорговцы из Дарфура, около 1870 года.

В XVI веке султанат находился в зависимости от Канема-Борно, затем от Сеннара.
На XVII век пришёлся период расцвета, когда султанат возглавил Сулайман Солонг (Sulayman Solong) (1596—1637), представитель клана кейра (Keira). Во время его правления ислам был объявлен государственной религией.
Политика Ахмед Бахр (Ahmed Bahr) (1682—1722) внука Сулаймана, (поощрение иммиграции из Канем-Борно и султаната Багирми), способствовала дальнейшему экономическому процветанию страны. Тогда границы султаната на востоке расширились вплоть до реки Атбара.
Последующие правители вели войны с Сеннаром и Вадаем. В XVIII веке правители Дарфура предприняли попытку захватить фунджи, однако не продвинулись дальше Омдурмана.
В 1799 году правитель Адб-эль-Рахман поздравил Наполеона Бонапарта с разгромом мамлюкского Египта. В ответ Наполеон попросил султана прислать ему 2000 крепких чёрных рабов-воинов в возрасте 16 лет.
В 1874 году султанат оказался под властью Египта, что вызвало недовольство широких слоёв населения. Только к 1879 году генерал-губернатору Судана Ч. Д. Гордону удалось подавить восстания, предложив восстановить правление исторической династии. Однако его обещание не было выполнено и 1881 году новым генерал-губернатором стал Слатин-бей (Рудольф Карл фон Слатин), который был вынужден подавить Махдистское восстание (1881—1885) во главе с Мухаммедом Ахмедом.
С 1883 по 1885 год султанат входил в состав Махдистского государства.
После захвата в сентябре 1898 году Судана Великобританией Дарфурский султанат сохранял формальную независимость. Его правителем был объявлен Али Динар, который во время Махдистского восстания находился в тюрьме в Омдурмане. Султан выплачивал ежегодную дань. В апреле 1915 года Али Динар объявил о полной независимости султаната. Однако в мае 1916 году его войско было разбито англичанами, а в ноябре 1916 года он был убит. Территория Дарфурского султаната в 1916 году была присоединена к Англо-Египетскому Судану.
В составе современного Судана территория бывшего Дарфурского султаната вошла в состав провинции Дарфур.

## Экономическое устройство

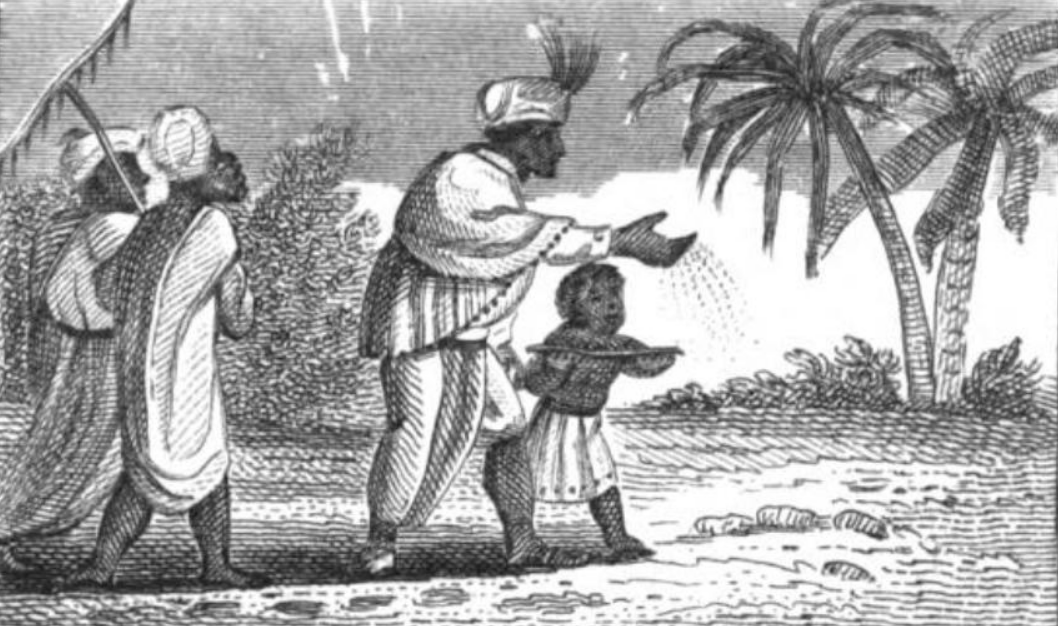
«Король Дарфура сажает кукурузу», Исаак Гамильтон Тейлор, 1820 г.

Дарфурский султанат поддерживал торговые и культурные отношения с государствами Вадаи, Канем-Борну, Сеннар, Египет.
Султаны обладали монопольным правом работорговли, собирали налоги с прибывших торговцев и экспортные пошлины с рабов, продаваемых в Египте.
Некоторые домашние рабы сумели занять важные позиции при дворе султана, сформировав слой новой элиты, что привело к конфликту с традиционной элитой народа фур.

## Население

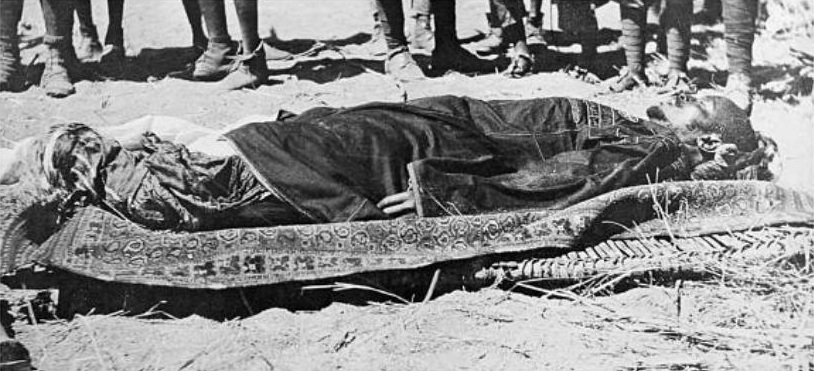
Труп Али Динара

Этническую основу султаната составил этнос фур. Кроме того в Дарфуре жили другие представители группы нило-сахарских народов: загава, масалит; а также потомки арабов, баггара, что по-арабски значит «пастухи коров».